# 那加東新町
那加東新町（なかとうしんちょう）は、岐阜県各務原市の地名。現行行政町名は那加東新町一丁目、二丁目。

## 地理
各務原市の那加地区に属する。
町域の東部は蘇原緑町、西部は那加桜町、南部は那加織田町、那加信長町、蘇原六軒町、北部は蘇原希望町、蘇原村雨町、那加雄飛ケ丘町である。
町域の北にはJR高山本線。南には名古屋鉄道各務原線が通過する。
道路
- かえで通り

## 世帯数と人口
2024年（令和6年）10月1日現在の世帯数と人口は以下の通りである。
| 丁目             | 世帯数  | 人口  |
| ---------------- | ------- | ----- |
| 那加東新町一丁目 | 103世帯 | 274人 |
| 那加東新町二丁目 | 197世帯 | 359人 |
| 計               | 300世帯 | 603人 |

## 小・中学校の学区
市立小・中学校に通う場合、学区は以下の通りとなる。
| 番・番地等 | 小学校                   | 中学校               |
| ---------- | ------------------------ | -------------------- |
| 全域       | 各務原市立那加第二小学校 | 各務原市立桜丘中学校 |

## 主な施設
- 東新町ふれあいセンター
- 東新公園